# Hugo von Pohl
Hugo von Pohl (Breslavia, 25 agosto 1855 – Berlino, 23 febbraio 1916) è stato un ammiraglio tedesco.

## Biografia
Pohl entrò il 18 aprile 1872 come cadetto nella Marina imperiale. Dopo la sua formazione di base a terra e sul bricco SMS Rover si diplomò presso l'Accademia di Marina di Kiel.
Con il rango di viceammiraglio fu, dal 1910 al 1912, capo della Ia Squadra navale e dal 1 aprile 1913, capo di stato maggiore della Marina imperiale.
Già all'inizio della prima guerra mondiale Pohl fu promotore degli attacchi degli U-Boot contro le navi mercantili straniere. Ancora una volta il 9 gennaio 1915 egli promosse l'intensificazione della guerra sul mare e l'impiego dei sommergibili contro le navi mercantili.
Dopo la sconfitta di Dogger Bank del 24 gennaio 1915, Pohl successe il 2 febbraio dello stesso anno all'ammiraglio Friedrich von Ingenohl come comandante della Hochseeflotte (flotta d'alto mare).
Il 4 febbraio 1915 emanò l'ordine di guerra illimitata sottomarina, in base al quale tutte le navi straniere all'interno della zona di sbarramento attorno a Gran Bretagna e Irlanda potevano essere affondate senza preavviso; quest'ordine entrò in vigore il 18 febbraio 1915. Tuttavia era disponibile solo una piccola flotta di 23 U-Boot.
Già presto però Pohl si ammalò gravemente, cosicché il 23 gennaio 1916 il viceammiraglio Reinhard Scheer gli subentrò nel comando di capo della flotta. Il 24 gennaio 1916 egli fu messo nella riserva e un mese dopo morì, all'età di sessant'anni.

## Riconoscimenti
Il 16 giugno 1913, in occasione del 25º anniversario di regno dell'Imperatore tedesco Guglielmo II, Pohl fu elevato al rango nobiliare ereditario prussiano.
Il 14 maggio 1918 fu varato il dragamine Admiral von Pohl.